# Lijst van voetbalinterlands Mauritius - Sao Tomé en Principe
Deze lijst van voetbalinterlands is een overzicht van alle officiële voetbalwedstrijden tussen de nationale teams van Mauritius en Sao Tomé en Principe. De landen speelden tot op heden vier keer tegen elkaar. De eerste ontmoeting, een kwalificatiewedstrijd voor de Afrika Cup 2021, vond plaats in Mapou op 9 oktober 2019. Het laatste duel, een kwalificatiewedstrijd voor het Afrikaans kampioenschap voetbal 2023, vond plaats op 27 maart 2022 in Mapou.

## Wedstrijden
| № | Plaats   | Datum           | Competitie                   | Wedstrijd                        | Uitslag |
| - | -------- | --------------- | ---------------------------- | -------------------------------- | ------- |
| 1 | Mapou    | 9 oktober 2019  | Afrika Cup 2021 kwalificatie | Mauritius – Sao Tomé en Principe | 1 – 3   |
| 2 | Sao Tomé | 13 oktober 2019 | Afrika Cup 2021 kwalificatie | Sao Tomé en Principe – Mauritius | 2 – 1   |
| 3 | Sao Tomé | 24 maart 2022   | Afrika Cup 2023 kwalificatie | Sao Tomé en Principe − Mauritius | 1 − 0   |
| 4 | Mapou    | 27 maart 2022   | Afrika Cup 2023 kwalificatie | Mauritius – Sao Tomé en Principe | 3 – 3   |

## Samenvatting
| Competitie              | Totaal gespeeld | Winst Mauritius | Gelijk | Winst Sao Tomé en Principe | Doelsaldo Mauritius – Sao Tomé en Principe |
| ----------------------- | --------------- | --------------- | ------ | -------------------------- | ------------------------------------------ |
| Afrika Cup-kwalificatie | 4               | 0               | 1      | 3                          | 5 − 9                                      |
| Totaal                  | 4               | 0               | 1      | 3                          | 5 − 9                                      |

MFA · Mauritiaans vrouwenelftal
1947 – 1959 · 
1960 – 1969 · 
1970 – 1979 · 
1980 – 1989 · 
1990 – 1999 · 
2000 – 2009 · 
2010 – 2019 ·
2020 – 2029
Angola ·
Botswana ·
Burundi ·
Comoren ·
Congo-Brazzaville ·
Congo-Kinshasa ·
Djibouti ·
Egypte ·
Equatoriaal-Guinea ·
Ethiopië ·
Fiji ·
Gabon ·
Ghana ·
Guinee ·
Hongkong ·
India ·
Indonesië ·
Ivoorkust ·
Kaapverdië ·
Kameroen ·
Kenia ·
Lesotho ·
Liberia ·
Libië ·
Macau ·
Madagaskar ·
Malawi ·
Malediven ·
Mauritanië ·
Mongolië ·
Mozambique ·
Namibië ·
Nepal ·
Nieuw-Caledonië ·
Oeganda ·
Pakistan ·
Qatar ·
Rwanda ·
Saint Kitts en Nevis ·
Sao Tomé en Principe ·
Senegal ·
Seychellen ·
Singapore ·
Soedan ·
Swaziland ·
Syrië ·
Tanzania ·
Togo ·
Tsjaad ·
Tunesië ·
Zambia ·
Zimbabwe ·
Zuid-Afrika
FSF · 
Santomees vrouwenelftal
Interlands
Tegenstander:
Angola ·
Benin ·
Centraal-Afrikaanse Republiek ·
Congo-Brazzaville ·
Equatoriaal-Guinea ·
Ethiopië ·
Gabon ·
Ghana ·
Guinee-Bissau ·
Kaapverdië ·
Kameroen ·
Lesotho ·
Liberia ·
Libië ·
Madagaskar ·
Malawi ·
Marokko ·
Mauritius ·
Namibië ·
Nigeria ·
Oeganda ·
Sierra Leone ·
Soedan ·
Togo ·
Tsjaad ·
Tunesië ·
Zuid-Afrika ·
Zuid-Soedan